# Katja Kipping
Katja Kipping (Drezda, 1978. január 18. –) német politikus.

## Életpályája
1999 és 2005 között a szászországi tartományi parlament tagja volt.
2005-ben a Bundestag tagja lett.
Kipping támogatja a feltétel nélküli alapjövedelem ügyét.
Berlinben és Drezdában él, házas, egy lánya van.